# Montezumia colombiana
Montezumia colombiana är en stekelart som beskrevs av Abraham Willink 1982.
Montezumia colombiana ingår i släktet Montezumia och familjen Eumenidae. Inga underarter finns listade i Catalogue of Life.